# Văn Phú, Sơn Dương
Văn Phú là một xã cũ thuộc huyện Sơn Dương, tỉnh Tuyên Quang, Việt Nam.

## Diện tích, dân số
Xã có diện tích 13,17 km², dân số năm 1999 là 4237 người, mật độ dân số đạt 322 người/km².